# 細井聡司
細井 聡司（ほそい そうし、1973年1月27日 - ）は、日本の作曲家、編曲家、音楽プロデューサー。京都府出身、東京都国立市在住。血液型はB型。

## 略歴

### 高校時代まで
幼少の頃より、一風変わった音楽を好む兄を通じて大友良英といったノイズミュージックや、イエローマジックオーケストラやP-MODELといったテクノミュージック、映画音楽やゲーム音楽に親しむ。高校時代は漫画家を夢見つつも、音楽を趣味としてとらえていたが、絵の才能がないと感じ、途中であきらめる。ある時、ナムコの『フォゾン』に触れ、ゲーム音楽なら映像作品とは異なる音楽を生み出せると確信し、ゲーム音楽の作曲家になることを決意する。

### ビデオシステム時代
高校卒業後、地元に就職したいと考え、ビデオシステム株式会社に入社し、1997年（平成9年）に退社するまでの5年間、同社ゲーム作品のサウンドを担当した。
細井はレッドブルとのインタビューの中で「ビデオシステムはそんなに大きな会社ではなかったので、スタッフの数もそんなに多くありませんでした。ですので、比較的自由にやらせてもらえたと思っています。」と振り返っている。また、細井は前述のインタビューの中で、楽曲とサウンド制作が主な仕事であり、プログラミングは同期のプログラマーに頼んでいたと話している。
細井は好きにやらせてもらった例として、『The麻雀 闘牌伝』のサウンドトラックを挙げており、麻雀ゲームらしい音楽を作りたくないという気持ちから、普段とは異なる楽器構成や、欧米風の楽曲に和楽器の音色を入れるといった実験を行ったと振り返っている。
また、同じくビデオシステムの社員だったPirowoとは小学校時代の同級生であり、『ソニックウィングス3』の音楽でジャングルを取り入れるきっかけとなった人物でもある。

### フリーランスとして
ビデオシステム退社後は、フリーとしてゲームの主題歌やBGMなど、映像音楽制作を中心に活動を開始。翌年、ヴォーカリストのkalaとEnergy fieldを結成。2002年（平成14年）、 たまソフトから発売された『世界ノ全テ』の主題歌・BGMを担当し、冒頭に流れる竹内純によるOP曲「未完成の城」、kalaによるピアノの弾き語り「free will」、主人公の再生をテーマとした「世界ノ全テ」等の曲を手掛けた。翌年にはアルバム『Energy field』および『世界ノ全テ -remind of you-O.S.T』を発表。しかし同年、kalaが脱退しユニットEnergy fieldは解散となった。以後「hosplug（ホスプラグ）」としてソロ活動を開始させる。
これ以後は映像音楽の方面に限定することなくアーティスト活動にも力を入れ、ソロ活動とオリジナルアルバムのプロデュースにも取り組む。2003年（平成15年）、ヴォーカリスト中原涼を迎えて活動は新局面へと展開した。同年には中原涼の他YURIA・片霧烈火をヴォーカルに迎えた細井本人名義のアルバム『ヤジルシ、メジルシ。』を発表。
そして2004年（平成16年）、Littlewitchが送り出したゲーム『Quartett!』の主題歌・BGMを担当。このゲームはクラシック音楽界が舞台であることから、使用される楽曲も非常に多かった。『世界ノ全テ』の楽曲はどちらかといえば落ち着いた旋律が多くを占めたが、『Quartett!』は中原の歌う「虹の彼方へ」をはじめ明るく楽しい曲調も多い。ドイツ語圏を舞台としているにもかかわらず、ケルトやスコットランド民俗音楽からの影響が濃い『Quartett!』内の楽曲は、後に『flowers』（『Quartett!O.S.T』）に収められた。
2005年（平成17年）には中原涼のマキシシングル「Squall」やファーストアルバム『オトノハ』をプロデュースしている。このほかYURIA、MW（片霧烈火、霜月はるか）といったシンガーとの活動や新人ボーカリストの発掘にも力を入れている。2006年（平成18年）1月リリースの『LOST CHILD インフィニア』や9月発売のソロ作品『anchor point』はその成果である。
2008年（平成20年）、東京は1月26日、大阪は3月15日という日程で「細井聡司独演会」と題した自身初のソロライブを行う。同年7月20日のブログでデザイナーのAy@と結婚したことを発表。以後、両者のブログに度々顔を出すようになった。

### インターネットラジオでの活動
インターネットラジオ番組のパーソナリティーとしても活躍している。かつてはBBstationにて毎月第2・4金曜日に放送の『ふたりよがり』に、声優の高橋広樹と共に出演していた。また、自身のウェブサイトとiTunes Storeにて『聴き変』という、縁のある音楽家との音楽談義を中心としたポッドキャスティング番組をだいたい月一回ペースでの公開を行っている。過去には音泉の木曜番組『オトチンオーバードライブ』にmilktubのbamboo、Blasterheadらとともに2005年（平成17年）1月から2007年（平成19年）5月の放送最終回（第103回）まで出演していた。また前述の中原涼とlivedoorのネットラジオサービス"ねとらじ"において『ホとス。』を2005年（平成17年）2月から2006年（平成18年）2月まで19回放送し、2006年（平成18年）6月4日から不定期でインターネット放送サイト"すときゃ!"にて『ホとスときゃ。』を放送、またその翌週から着うたフル対応の携帯電話向けサイト「アニ★ロコ トーク」にて『ホとス。ミニ』の配信を行った。なお『ホとス。ミニ』は2007年（平成19年）5月の第50回配信をもって終了し(2008年（平成20年）4月より再放送を実施)、『ホとスときゃ。』も翌6月の最終回スペシャルの放送をもって終了した。

## ビデオシステム時代の主な作品
- みやすのんきのクイズ18禁（1992年）※デビュー作[4]
- ソニックウィングスシリーズ（1992年 - 1996年）※第1作目はデータ作成のみ担当し、スーパーファミコン版は参加自体していない。
- タオ体道（1993年）
- The麻雀 闘牌伝（1993年）
- 爆裂クラッシュレース（1993年）
- パワースパイクスII（1994年）
- 対戦アイドル麻雀ファイナルロマンス2（1995年）

## フリー以降のゲーム作品（主題歌提供、一部楽曲のみ参加した作品含む）
- AYAKASHI（CROSSNET）
- 英才狂育（九頭龍）
- Quartett!（Littlewitch）
- CRAVE×10（ちぇりーそふと）
- コイビト遊戯（PIL/SLASH）
- 降魔録（たまソフト）
- 三国恋戦記〜オトメの兵法!〜（Daisy2）
- 終末少女幻想アリスマチック（キャラメルBOX）
- 神学校 -Noli me tangere-（PIL/SLASH）
- 世界ノ全テ（たまソフト）
- 世界ノ全テ-remind of you-（たまソフト）
- 月の守（Ark-soft）
- デミウルゴスの娘（catwalk）
- 魔王と踊れ! 〜Legend of the Lord of Lords〜（catwalk）
- マスカレード 〜地獄学園SO/DO/MU〜(PIL/SLASH)
- 松島枇杷子は改造人間である。（Rateblack）
- リフレクティブハート（INFINITE-JUSTICE・発売中止）
- Rewrite（Key）
- LOST CHILD（たまソフト）
- ロンド・リーフレット（Littlewitch）
- LOOPERS[5]
- 雷電III×MIKADO MANIAX（MOSS）
- ソニックウィングス リユニオン（サクセス）

## 出演

### ラジオ

#### パーソナリティ
- ふたりよがり（BBstation：2008年10月10日 - 2009年6月26日）
- 絶対顎髭領域（BBstationチャンネル：2010年9月22日 - 2013年10月30日）
  - 2011年11月4日からBBstationチャンネルに移転。

#### ゲスト出演
- ホビらじ（2005年9月21日：第9回）
- 情報アキハバラエティ はばラヂ（2006年10月19日：第30回）
- 未祐とさくらのAYAKASHI R（2008年3月1日）

## 関連ユニット
- Energy field
- tekNOTO - 渡部真也、中原涼とのユニット
- YURIA-plugeed-HOSOI - YURIAとのユニット
- TRI-ReQ - MNWとのサークル。細井はHoso-Q名義で参加している[6]。

## ソロアルバム
- RETURN（2002年、たまソフト）
- ヤジルシ、メジルシ。（2003年、たまソフト）
- anchor point（2006年、半導体レコード）

## 楽曲提供アニメーション作品
- おねがい☆ツインズ（BGMの一部とイメージソング）
- かしまし 〜ガール・ミーツ・ガール〜（BGMの一部）
- AYAKASHI （BGM）
- 俺の妹がこんなに可愛いわけがない（第1話EDテーマ作曲、TRI-ReQ名義、TV放送版では未使用）

## 主な楽曲提供ヴォーカリスト
（出典：）
- 中原涼
- YURIA
- 片霧烈火
- 霜月はるか
- 石田燿子
- みとせのりこ
- 榊原ゆい
- 加瀬愛奈